# FC Barcelone (hockey sur gazon)
Pour les articles homonymes, voir FC Barcelone.
La section hockey sur gazon du Futbol Club Barcelona (dont le nom officiel en catalan est Futbol Club Barcelona et le diminutif Barça) est un club de hockey sur gazon espagnol fondé en 1972, qui évolue dans le championnat d'Espagne de hockey sur gazon.

## Palmarès
Le club a remporté à plusieurs reprises le championnat de Catalogne (ca).